# Ville-Saint-Jacques
Ville-Saint-Jacques ist eine französische Gemeinde mit 811 Einwohnern (Stand 1. Januar 2022) im Département Seine-et-Marne in der Region Île-de-France.

## Geographie
Der Ort befindet sich zwölf Kilometer südöstlich von Fontainebleau an der Landstraße D403. Ville-Saint-Jacques gehört zum Gemeindeverband Communauté de communes Moret Seine et Loing.

## Städtepartnerschaften
- Starzach, Baden-Württemberg, Deutschland

## Sehenswürdigkeiten
- Kirche Saint-Jacques, erbaut im 12. Jahrhundert

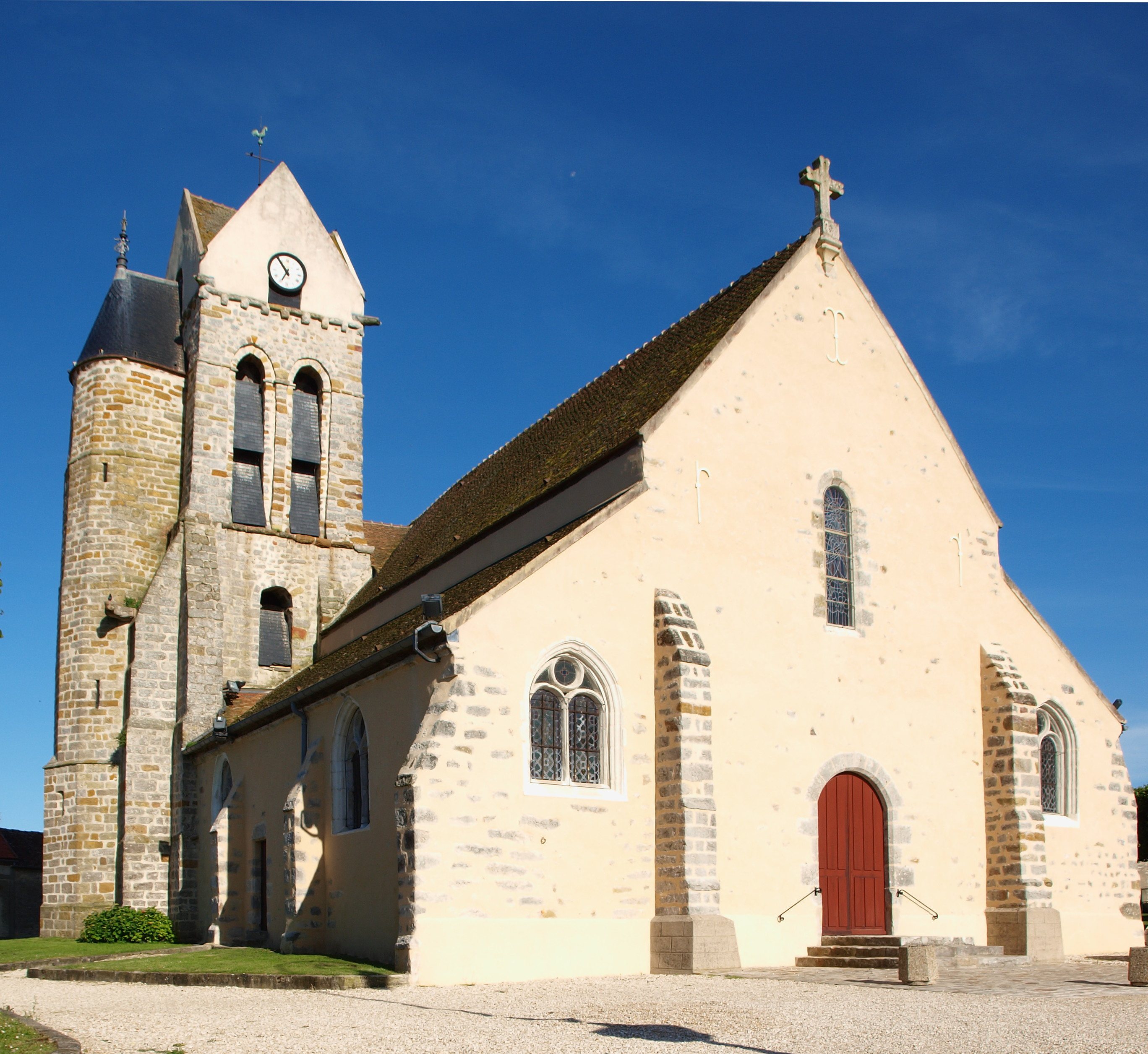
Kirche Saint-Jacques